# Csányoszró, Baranya
Csányoszró este un sat în districtul Sellye, județul Baranya, Ungaria, având o populație de 726 de locuitori (2011). 

## Demografie
Componența etnică a satului Csányoszró
     Maghiari (86,47%)
     Romi (11,16%)
     Croați (1,12%)
     Necunoscut (0,56%)
     Germani (0,7%)
     Alții (0,56%)
Componența confesională a satului Csányoszró
     Romano-catolici (45,32%)
     Reformați (32,78%)
     Fără religie (3,17%)
     Necunoscută (17,91%)
     Alte religii (1,24%)
Conform recensământului din 2011, satul Csányoszró avea 726 de locuitori. Din punct de vedere etnic, majoritatea locuitorilor (86,47%) erau maghiari, existând și minorități de romi (11,16%) și croați (1,12%). Apartenența etnică nu este cunoscută în cazul a 0,56% din locuitori. Nu există o religie majoritară, locuitorii fiind romano-catolici (45,32%), reformați (32,78%) și persoane fără religie (3,17%). Pentru 17,91% din locuitori nu este cunoscută apartenența confesională.